# Teknikåret 2009

## Händelser

### Oktober
- RepRap, version 2.0 (Mendel) är färdigutvecklad.

### November
- 1 november - De analoga TV-sändningarna i Danmark upphör.

### December
- 2 december - Storbritannien blir första land att inleda reguljära sändningar med nya TV-utsändningsstandarden DVB-T2.

## Utmärkelser
- John Gilmore tilldelas Award for the Advancement of Free Software
- Internet Archive tilldelas Award for Projects of Social Benefit